# Бук-М1-2

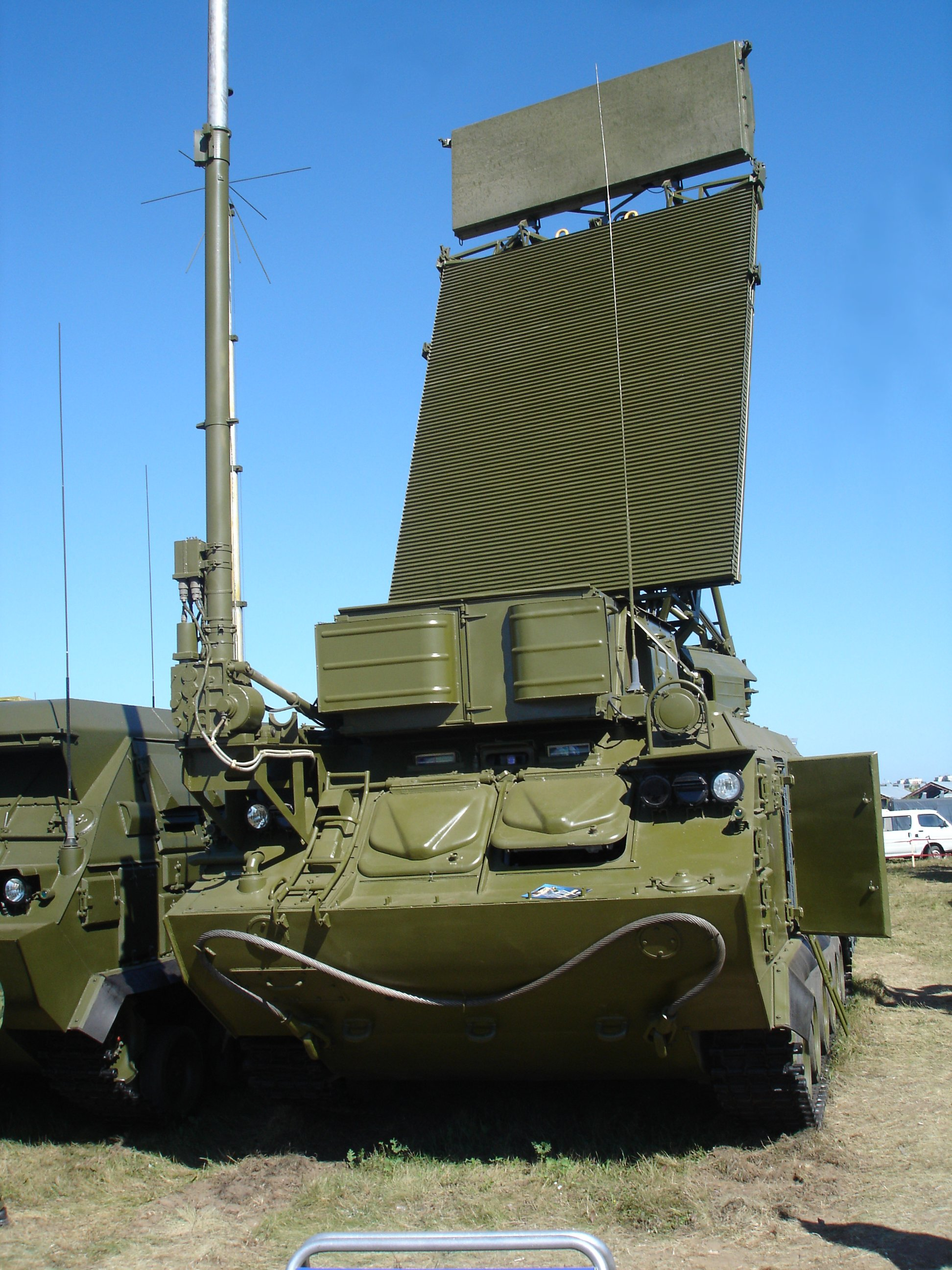
Станция обнаружения целей 9С18М1-1 комплекса «Бук-М1-2»

«Бук-М1-2» (индекс ГРАУ — 9K37M1-2, по классификации МО США и НАТО — SA-17 Grizzly (рус. Гризли)) — зенитно-ракетный комплекс. Разработка 1994—1997 годов. Разработан в НИИ приборостроения им. В. В. Тихомирова. Войсковой ЗРК средней дальности, который предназначался для защиты войск и объектов при расположении их на месте и в ходе наступательных (оборонительных) действий от ударов аэродинамических объектов (самолётов, вертолётов и крылатых ракет).
Элементы комплекса «Бук-М1-2» выполнены на шасси ГM-569 производства ОАО «Мытищинский машиностроительный завод».

## История
Разработка «Бук-М1-2» завершена 1997 году. Используются два основных типа ракет — 9М38M1 или 9М317.
Кооперацией предприятий во главе с «НИИП им. В. В. Тихомирова» в 1994—1997 гг. была проведена работа по созданию ЗРК «Бук-M1-2». За счет применения новой ракеты 9М317 и модернизации других средств комплекса впервые обеспечена возможность поражения тактических БР типа Ланс и авиационных ракет, элементов высокоточного оружия, надводных кораблей на дальностях до 25 км и наземных целей (самолетов на аэродромах, пусковых установок, крупных командных пунктов). Повышена эффективность поражения самолетов, вертолетов и крылатых ракет. Границы зон поражения увеличены до 45 км по дальности и до 25 км по высоте. В новой ракете предусматривается использование инерциально-корректируемой системы управления с полуактивной радиолокационной ГСН с наведением по методу пропорциональной навигации.
Принят на вооружение в 1998 году.
На базе Бук-М1-2 разработан ЗРК Бук-М2, разработка завершилась в 2008 году, первые стрельбы выполнены в 2010 году на полигоне Капустин Яр.
В 2011 году комплекс «Бук-М2» принят на вооружение 297 зрбр ПВО СВ (пос. Алкино, Башкирия)
Активно ведётся работа по созданию новых комплексов войсковой ПВО, в том числе перспективного ЗРК Бук-М3.

## Принцип наведения
На маршевом участке ракета наводится с помощью корректируемого радиокомандами инерциального автопилота, на терминальном участке — с помощью полуактивного радиолокационного самонаведения.

## Характеристики
Радар с ФАР («Бук-М2»)
- Дальность обнаружения целей не менее 100 км[5] с цифровой обработкой сигналов[6][7].

- Одновременное обнаружение 24 целей
- Обстрел 6-и целей базовое значение, с 97го 10-12, предел модернизации 22[6][8][9].
- Время реакции 15 с

Основные характеристики ракеты 9М317:
- Впервые обеспечена возможность перехвата ракет типа Ланс[6]
- Масса: 715 кг
- Длина: 5,55 м
- Калибр: 0,4 м
- Размах крыльев: 0,86 м
- Максимальная скорость поражаемых целей: 1200 м/с
- Максимальная располагаемая перегрузка ЗУР: 24 g
- Масса боевой части: 50-70 кг
- Вероятность поражения указана при стрельбе по принципу: одна ракета — одна цель.
- Максимальная дальность поражения самолетов типа F-15 42 км[7]
  - Вероятность поражения неманеврирующего самолета 0,7-0,9
  - Вероятность поражения маневрирующего самолета (7-8g) 0,5-0,7
- Максимальная дальность поражения БР типа Ланс (на высотах 2-16 км) 20 км[2]
  - Вероятность поражения ОТР 0,5-0,7
  - Максимальная скорость поражения приближающейся ракеты типа Ланс 1200 м/с
  - Максимальная скорость поражения отдаляющейся ракеты типа Ланс 300 м/с
- Максимальная дальность поражения ракеты AGM-86 ALCM:
  - на высоте 30 м — 20 км,
  - на высоте 6000 м − 26 км
  - Вероятность поражения КР 0,6-0,8
- Максимальная дальность поражения противорадиолокационных ракет типа «HARM» — 20 км
  - * Вероятность поражения ПРР 0,6-0,8
- Максимальная дальность поражения вертолётов типа «Хью-Кобра» 42 км (при скорости цели больше 50 м/с)
- Максимальная дальность поражения зависающих вертолётов 10-12 км

## Состав комплекса «Бук-М1-2»
- 1 × Командный пункт 9С470М1-2

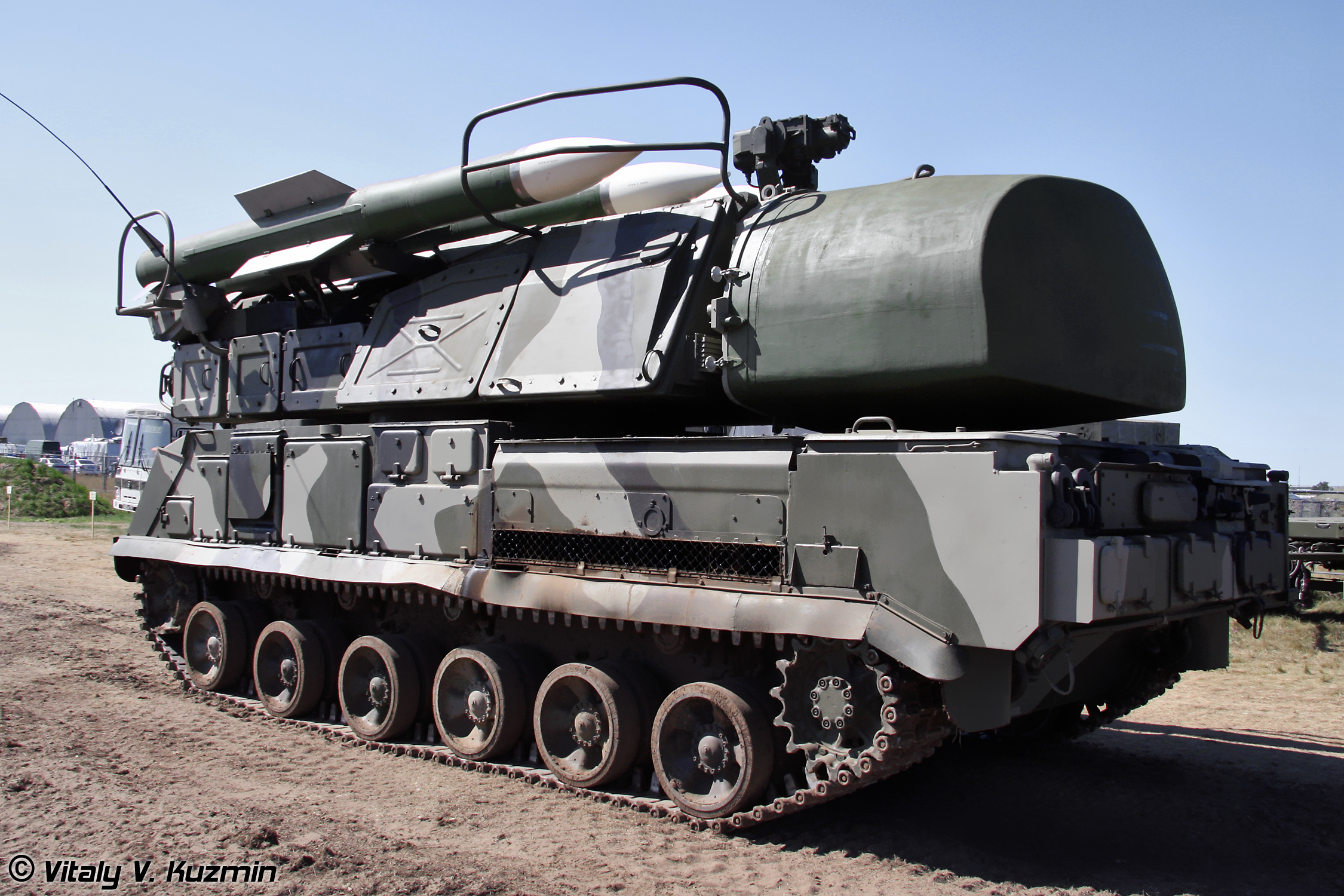
Самоходная огневая установка 9А310 ЗРК Бук-М1-2

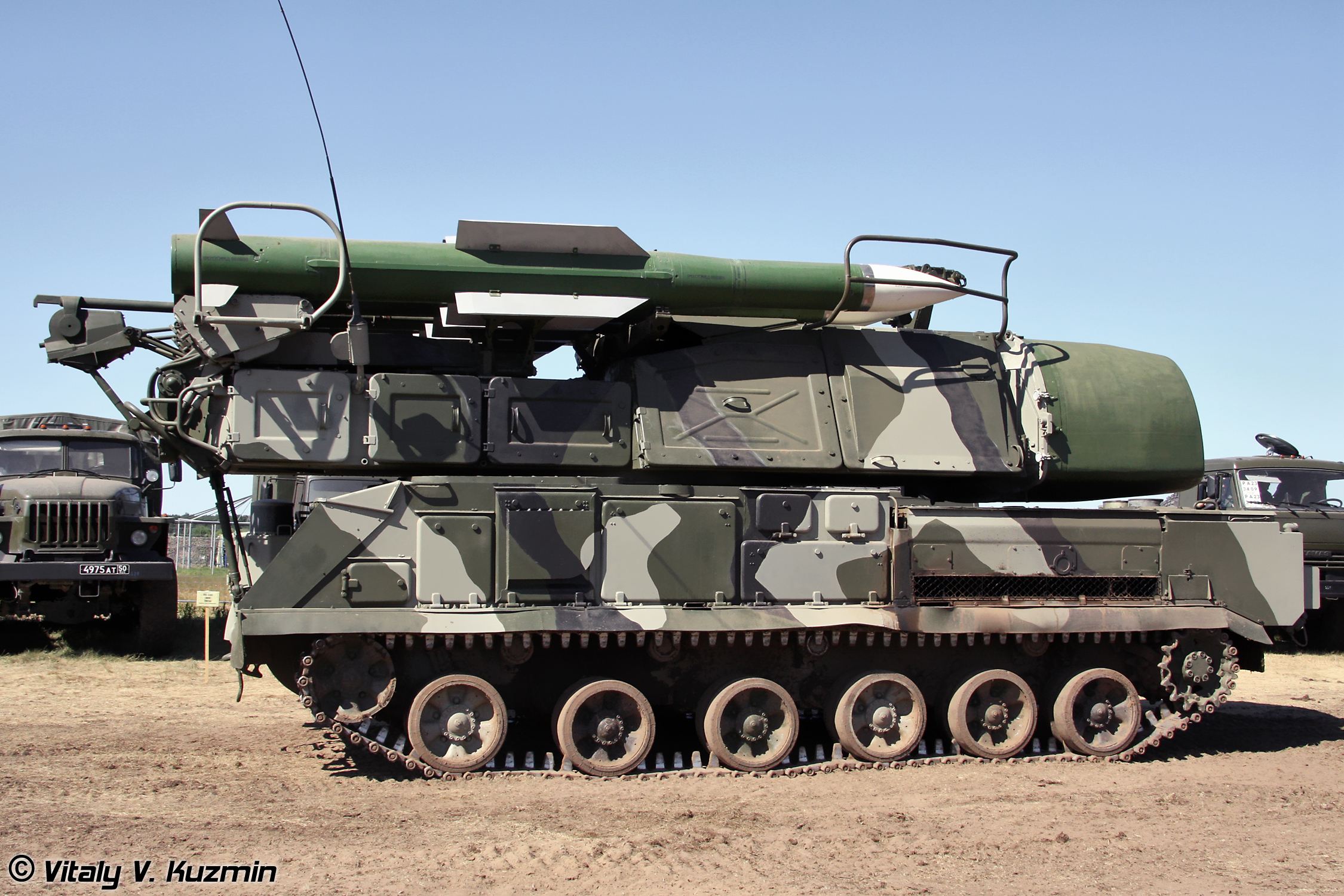

- 6 × Самоходная огневая установка 9А310М1-2
- 3 × Пускозаряжающая установка 9А39М1
- 1 × Станция обнаружения целей 9С18М1
- машина технического обслуживания (МТО) 9В881М1-2 с автоприцепом ЗИП 9Т456
- мастерская технического обслуживания (МТО) АГЗ-М1
- машины ремонта и технического обслуживания (МРТО):
  - МРТО-1 9В883М1
  - МРТО-2 9В884М1
  - МРТО-3 9В894М1
- транспортная машина 9Т243 с комплектом технологического оборудования (КТО) 9Т3184
- автоматизированная контрольно-испытательная подвижная станция (АКИПС) 9В95М1
- машина (мастерская) ремонта ракет 9Т458
- унифицированная компрессорная станция УКС-400В
- подвижная электростанция ПЭС-100-Т/400-АКР1

Как боевая единица комплекс представляет собой отдельный зенитно-ракетный дивизион, состоящий из батареи управления — КП, станции обнаружения целей и 3-х огневых батарей (2 СОУ и 1 ПЗУ). Дополнительно СОУ 9А310М1-2 может быть приданы средства ЗРК «Куб», то есть СПУ 2П25 и СУРН 1С91 с СПУ 2П25.

## Операторы
Россия — не менее 200 единиц, по состоянию на 2020 год

## Изображения
Пуско-заряжающая установка 9А39 комплекса Бук-М1-2 на международном форуме «Технологии в машиностроении»:

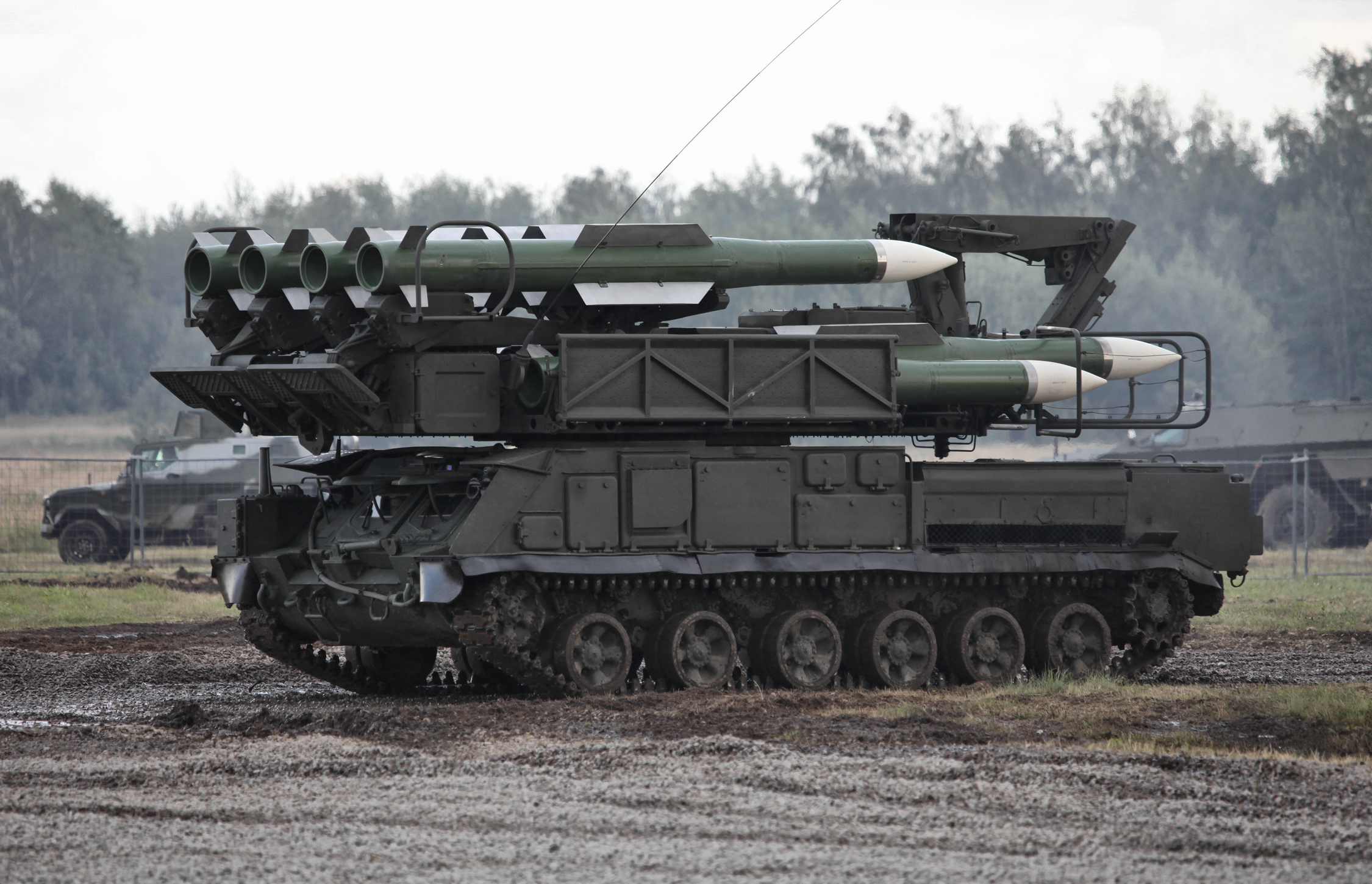
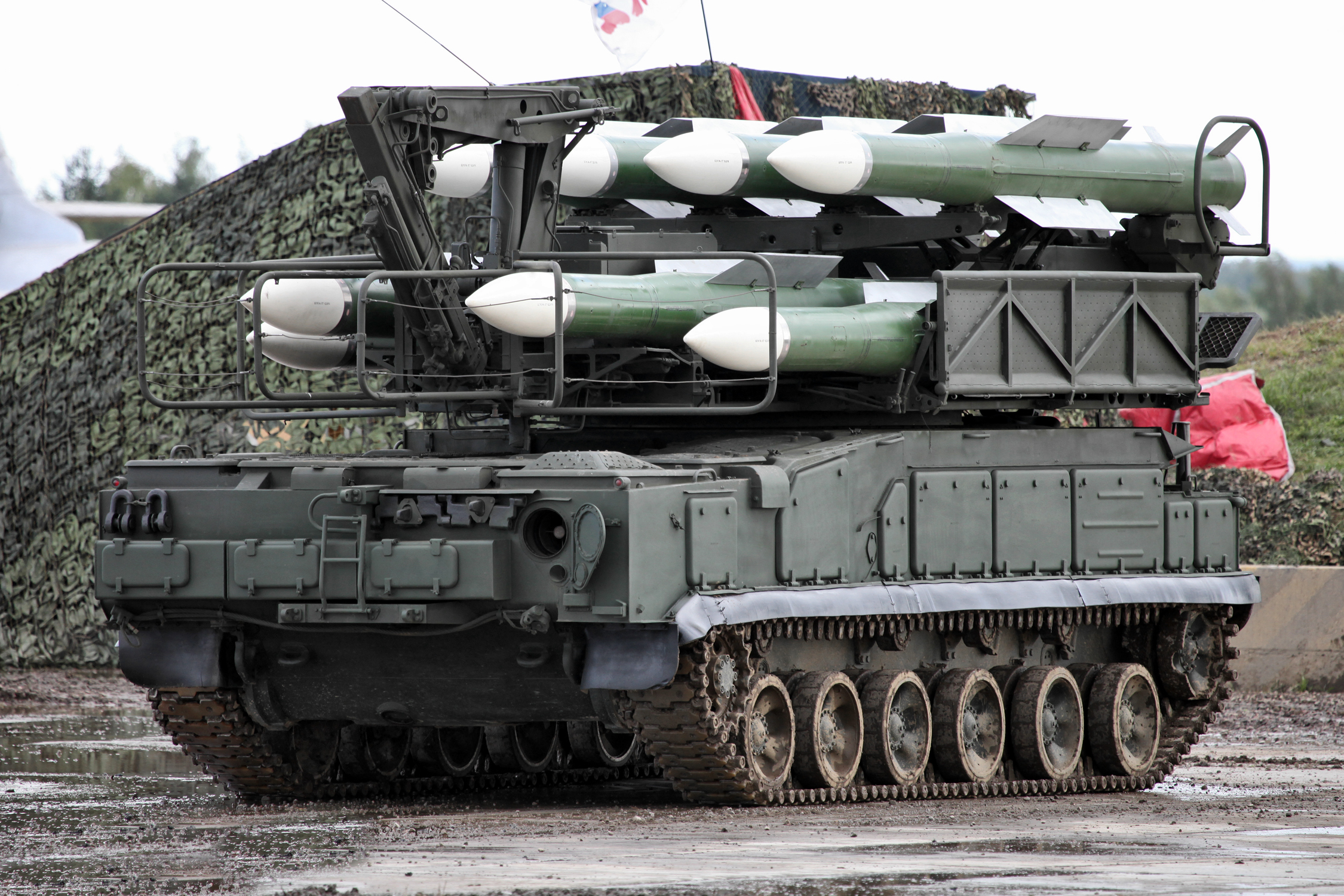
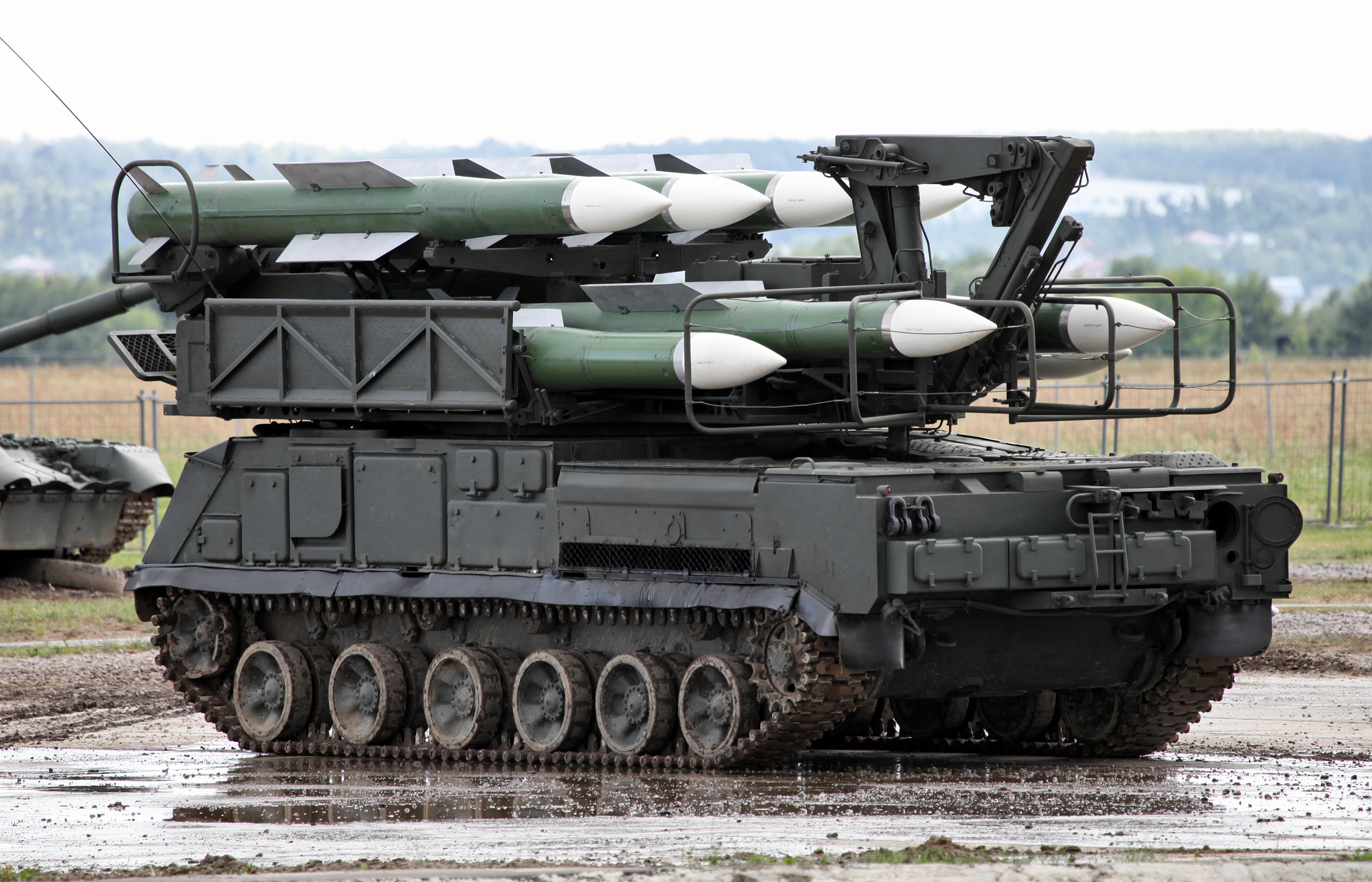